# جروم سینتاس
جروم سینتاس (انگلیسی: Jérôme Cintas؛ زادهٔ ۱۱ آوریل ۱۹۷۱) بازیکن فوتبال اهل فرانسه است.